# Quartetto Amadeus

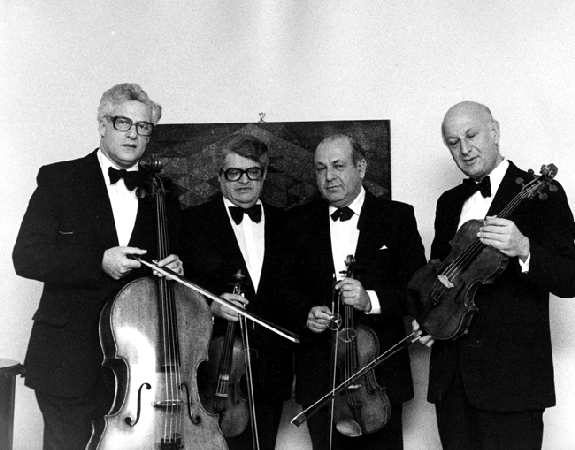
Il quartetto Amadeus (da sinistra a destra: Martin Lovett, Norbert Brainin, Siegmund Nissel, Peter Schidlof).

Il Quartetto Amadeus è stato un quartetto d'archi fondato nel 1947 da Norbert Brainin.
I componenti del quartetto erano:
- Norbert Brainin (Primo violino)
- Siegmund Nissel (Secondo violino)
- Peter Schidlof (Viola)
- Martin Lovett (Violoncello)

Il gruppo si sciolse nel 1987 per la scomparsa di Peter Schidlof.

## Premi
- Grand Prix du Disque
- Golden Gramophone (premio della Deutsche Grammophon)